# 1910

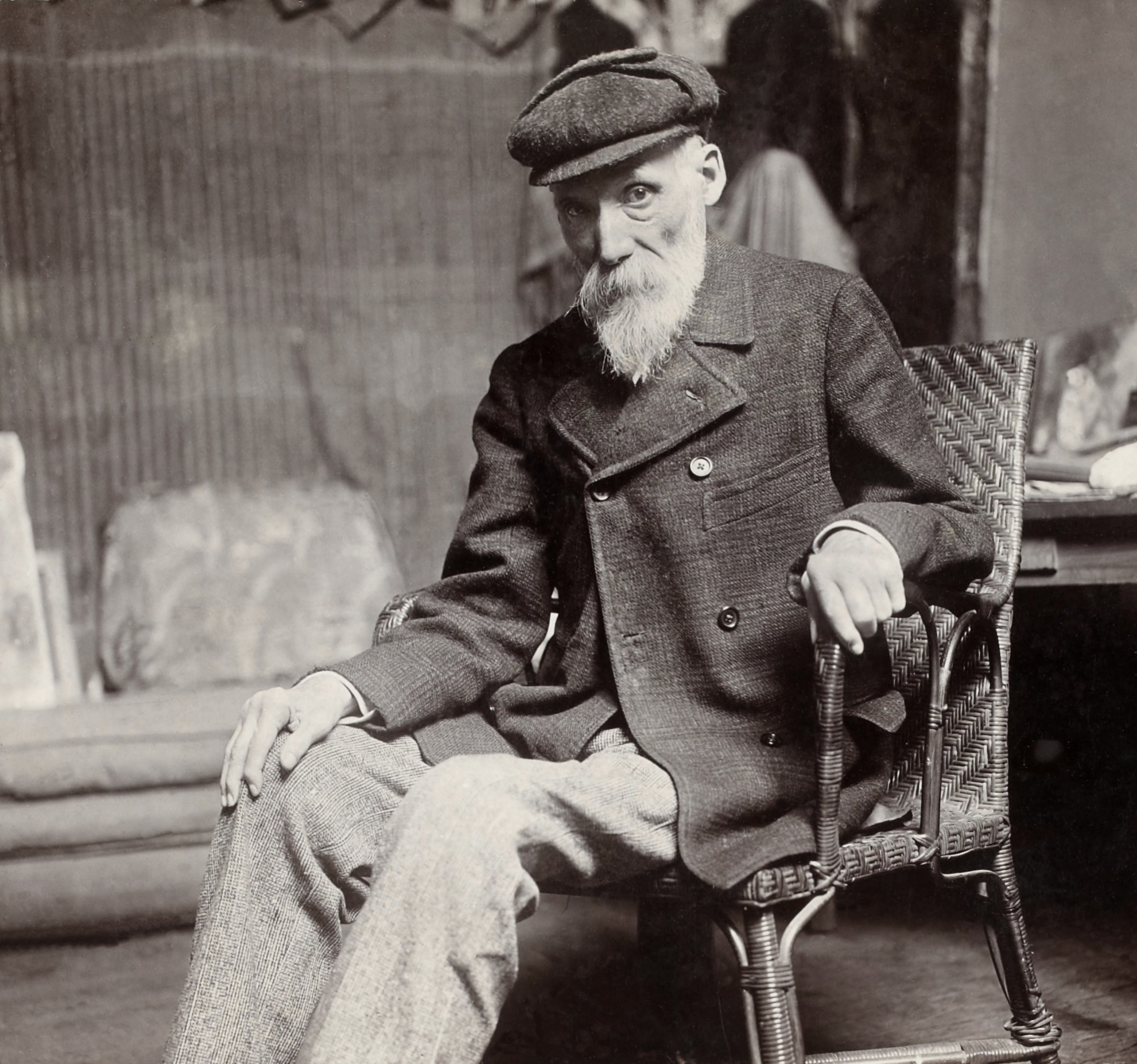
Kunstschilder. Pierre-Auguste Renoir omstreeks 1910

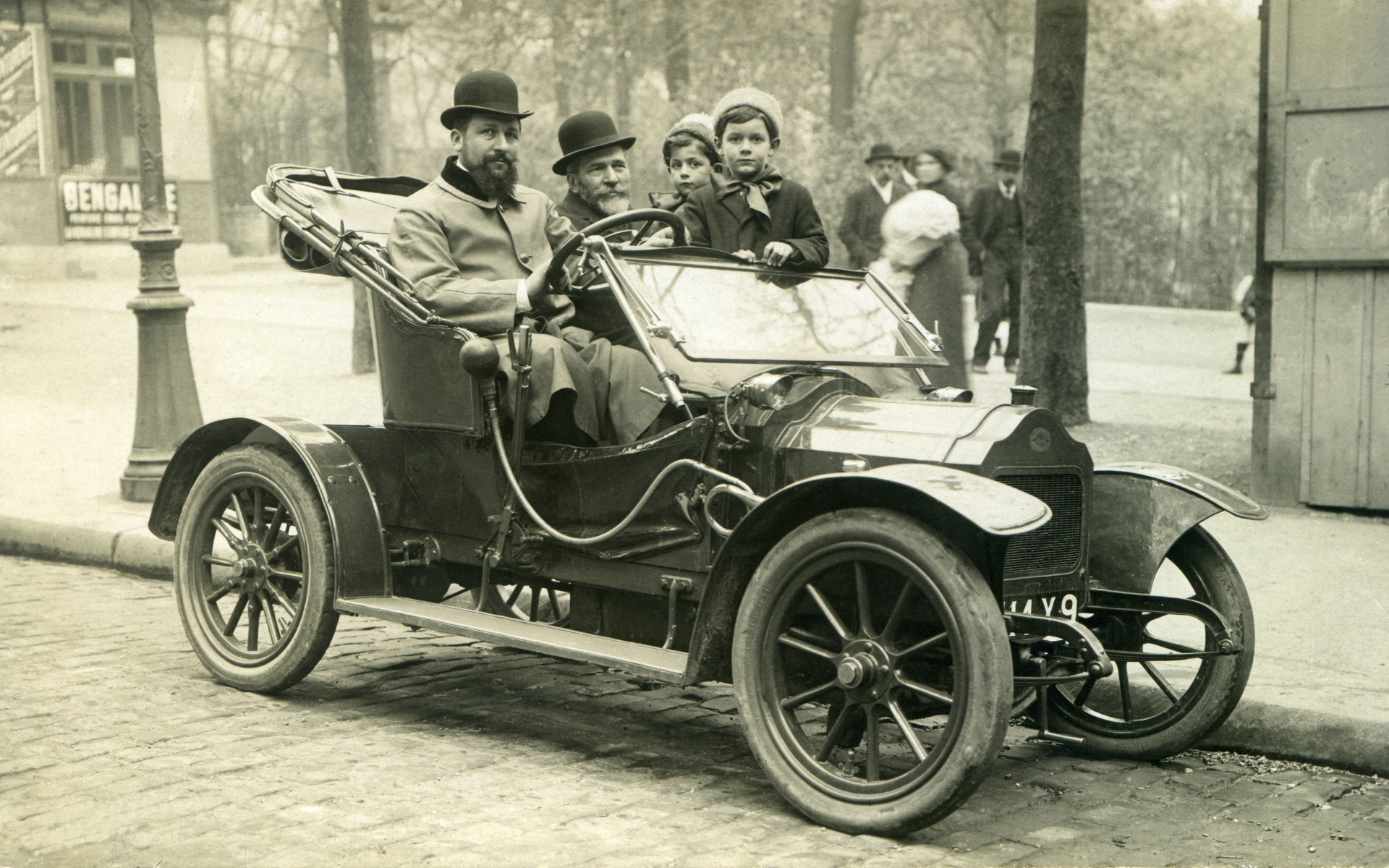
Twee mannen en twee kinderen in een automobiel, Parijs in 1910.

1910 is een jaartal volgens de christelijke jaartelling.

## Gebeurtenissen
januari
- 13 - De eerste directe radio-uitzending. De uitvinder Lee De Forest zendt een optreden uit van Enrico Caruso vanuit de Metropolitan Opera.
- 28 - De Seine bereikt in Parijs bij de Pont d'Austerlitz een recordhoogte. Grote delen van Parijs raken overstroomd.

februari
- 3 - (Duitsland) - Hugo Junkers begint te werken aan het eerste, praktisch bruikbare, vrijdragende vliegtuig dat geheel van metaal is. Het komt er in 1915.
- 20 - Het stadsbestuur van New York laat Tyfus Mary vrij uit quarantaine op voorwaarde, dat ze nooit meer als kok zal werken.
- 21 - (Egypte) - Minister-president Boutros Pasja Ghali komt om na een aanslag met een revolver. Hem wordt een pro-Britse houding verweten.
- 25 - (Tibet) - Dalai lama Thubten Gyatso vlucht voor de binnenrukkende Chinese troepen naar Brits-Indië.

maart
- 3 - In New York wordt de Rockefeller Foundation tot bevordering van de wetenschap opgericht.
- 8 - Als eerste vrouw behaalt Raymonde de Laroche een vliegbrevet.
- 10 - In het Chinese keizerrijk wordt slavernij verboden.
- 14 - Blow-out van oliebron Lakeview-1 in Californië, waarbij uiteindelijk bijna een miljard liter aardolie verloren gaat.
- 16 - Met 211,977 km/h vestigt Barney Oldfield een nieuw snelheidsrecord op de mijl op Daytona Beach. Hij gebruikt hierbij een Daimler-Benz-auto met 200 pk.
- 16 - De Britse gouverneur Frederick Lugard legt de eerste steen voor het hoofdgebouw van de universiteit van Hongkong in oprichting.
- 28 - (Frankrijk) - Henri Fabre slaagt er als eerste in op te stijgen, te vliegen en te landen met een watervliegtuig.

april
- 11 - Oprichting van de Nijmeegse voetbalvereniging N.E.C. Nijmegen.
- 15 - Charles Daniels scherpt in New York zijn eigen wereldrecord op de 100 meter vrije slag aan tot 1.02,8. Het oude record stond sinds 20 juli 1908 op naam van de Amerikaanse zwemmer.
- 18 - (Duitsland) - Krupp en MAN testen voor het eerst de dieselmotor bij vrachtwagens.
- 20 - De Komeet van Halley is vanaf de aarde zichtbaar.
- 23 - In Brussel wordt de 24e wereldtentoonstelling geopend.
- 30 - Eerste nationale Emmabloemcollecte voor de tuberculosebestrijding.

mei
- 6 - George V wordt koning van het Verenigd Koninkrijk na de dood van zijn vader Edward VII.
- 11 - De komeet Halley scheert op relatief geringe afstand langs de Aarde. Helderzienden kondigen het einde van de wereld aan.
- 25 - Na het zien van het werk van Georges Braque introduceert een Franse criticus de term kubisme.
- 27 - (Frankrijk) - Bij het experimenteren met duikboten zinkt de Pluvoise na een aanvaring met een postboot.
- 28 - (VS) - Ralph Craig loopt met 21,2 seconden een nieuw wereldrecord op de 200 meter (zonder bocht).
- 31 - Het Verenigd Koninkrijk verleent aan de Unie van Zuid-Afrika de status van dominion. De Unie ontstaat door de aaneensluiting van de koloniën Kaapkolonie, Transvaal, Natal en Oranjerivier. De officiële talen zijn Engels en Nederlands.

juni
- 11 - (Luxemburg) - Het Internationaal Olympisch Comité (IOC) neemt voor de Olympische Spelen van Stockholm in 1912 de tienkamp en het zwemmen voor dames in het programma op.
- 13 - (VS) - Carolyn Hale springt in New Milford 1,41 hoog. Dit is het eerste geregistreerde hoogspringrecord voor vrouwen.
- 13 - (Duitse Rijk) - Bij overstromingen van de Ahr komen 52 mensen om het leven.
- 25 - (Frankrijk) - In Parijs danst het Ballets Russes van Serge Diaghilev voor het eerst het ballet L'Oiseau de Feu op muziek van Igor Stravinski.
- juni - In Edinburgh wordt de Wereldzendingsconferentie gehouden.

juli
- 4 - De zwarte wereldkampioen boksen Jack Johnson verdedigt zijn titel tegen de blanke oud-wereldkampioen Jim Jeffries in Reno (Nevada). Hij verslaat Jeffries met een knock-out in de vijftiende ronde. Dezelfde avond breken er van Texas tot New York rassenrellen uit.
- 5 - De Nieuw-Zeelander Anthony F. Wilding wint het herenenkelspel op Wimbledon. De Engelse Dorothea Lambert-Chambers wint het damesenkelspel.
- 10 - (Mexico) - Het electorale college meldt dat Porfirio Díaz de verkiezingen heeft gewonnen.
- 16 - Octave Lapize wint de Ronde van Frankrijk.
- 29 - Op vliegkamp Ede vliegt Johan Hilgers als eerste Nederlander boven Nederlands grondgebied.
- 31 - Clément van Maasdijk geeft een vliegdemonstratie boven het ijsclubterrein van Thialf bij Heerenveen.

augustus
- 1 - De Antwerpse aviateur Jules Tyck vestigt een nieuw wereldhoogterecord, tijdens de vliegweek in Brussel-Stockel vliegt hij naar een hoogte van 1.700 meter, en breekt daarmee het oude record van zijn vriend Jan Olieslagers met 176 meter.
- 9 - De technicus Alva J. Fisher van de Husley fabriek krijgt patent op een elektrische wasmachine, bedoeld voor wasserijen.
- 14 - Op doorreis naar Zwitserland onthult de Franse president Armand Fallières in Besançon een monument voor de anarchistische theoreticus Pierre-Joseph Proudhon, die hier honderd jaar geleden werd geboren.
- 16 - Er woedt een brand op de Wereldtentoonstelling in Brussel. Onder andere de Franse, de Engelse en de Belgische afdeling gaan in de vlammen op.
- 22 - Japan annexeert Korea. Einde van de Chosun-dynastie die Korea sinds 1392 geregeerd heeft.
- 27 - Clément van Maasdijk verongelukt met zijn vliegtuig nabij Schaarsbergen. Daarmee is hij het eerste Nederlandse luchtvaartslachtoffer.
- 28 - De Eerste Nederlandsche Vliegvereeniging in West-Brabant neemt het Vliegkamp Molenheide in gebruik, de eerste Nederlandse vliegschool.
- 31 - De Anglo-Ierse journalist Lilian Bland maakt bij Randalstown in haar zelfgebouwde toestel de May Fly een korte vlucht.

september
- 1 - Oprichting van de Braziliaanse voetbalclub SC Corinthians.
- 1 - Paus Pius X stelt de Antimodernisteneed verplicht voor bekleders van een kerkelijk ambt.

oktober
- 2 - De Belgische Claire Guttenstein brengt in Schaarsbeek het wereldrecord op de 100 meter vrije slag op 1.26,06.
- 4 - Revolutie in Portugal. Koning Emanuel II vlucht naar Groot-Brittannië. Portugal wordt een republiek. Hoofd van de voorlopige regering is de literatuurprofessor Téofilo Braga.
- 6 - Francisco I. Madero vlucht uit Mexico naar de Verenigde Staten.
- 8 - Het Nederlandse ministerie van Koloniën bestelt de eerste onderzeeboot, de K I bij de scheepswerf Koninklijke Maatschappij de Schelde.
- 10 - Op de scheepswerf van Belfast wordt de RMS Olympic te water gelaten.
- 29 -  Stichting van Degania Alef, de eerste kibboets in de Osmaanse provincie Palestina.
- 30 - De Nieuw-Zeelandse natuurkundige Ernest Rutherford ontdekt de atoomkern en het proton.

november
- 1 - In de VS wordt de NAACP opgericht die de emancipatie van zwarte burgers nastreeft.
- 1 - Begin bouw van het Uniegebouw, het toekomstige regeringscentrum van de jonge Unie van Zuid-Afrika.
- 10 - Madero's Plan van San Luis Potosí treedt in werking: de Mexicaanse Revolutie begint.

december
- 3 - Georges Claude demonstreert in Parijs de eerste neonlamp.
- 3 - De Australische alpiniste Freda Du Faur bereikt als eerste vrouw de top van Mount Cook.
- 10 - De Nederlandse hoogleraar Van der Waals krijgt de Nobelprijs voor natuurkunde vanwege zijn werk betreffende de toestandsvergelijking van vloeistoffen en gassen.

zonder datum
- In Frankrijk wordt het sigarettenmerk Hongroise op de markt gebracht, dat spoedig wordt herdoopt in Gauloises. De sigaretten uit donkere tabak krijgen snel populariteit onder kunstenaars en intellectuelen.
- De Franse bezittingen Tsjaad, Congo en Gabon worden samengevoegd tot Frans-Equatoriaal-Afrika.
- Ivan Pavlov schrijft na zijn proefnemingen met honden zijn theorieën over de conditionele reflex.
- Bij het zoeken naar een menu met veel fruit wordt muesli ontwikkeld.

## Muziek
- Claude Debussy componeert Petite pièce voor klarinet en orkest
- Franz Lehár schrijft de operette Zigeunerliebe
- Jules Massenet schrijft de opera Don Quichotte
- Giacomo Puccini schrijft de opera La Fanciulla del West
- Percy Aldridge Grainger schreef zijn versie van Shallow Brown

### Premières
- 27 maart: Ture Rangströms Dithyrambe
- 30 maart: Christian Sindings Tre blomstersange
- 7 april: Johan Halvorsens muziek bij Agilulf den vise is in Oslo te horen
- 5 mei: Johan Halvorsens Norway's greeting to Theodore Roosevelt
- 4 juni - première in de Opéra Garnier in Parijs van het ballet Sjeherazade op de muziek van Nikolaj Rimski-Korsakov voor de Ballets Russes van Sergej Djagilev.
- 30 augustus: Arnold Bax' In the faëry hills
- 4 november: Frank Bridges Drie schetsen voor piano
- 17 november: Frank Bridges Vijf entr'actes (toneelmuziek)
- 26 november: Hjalmar Borgstrøms Sørgemarsch til minde om Johan Selmer
- 3 december: Hjalmar Borgstrøms Pianoconcert

## Beeldende kunst

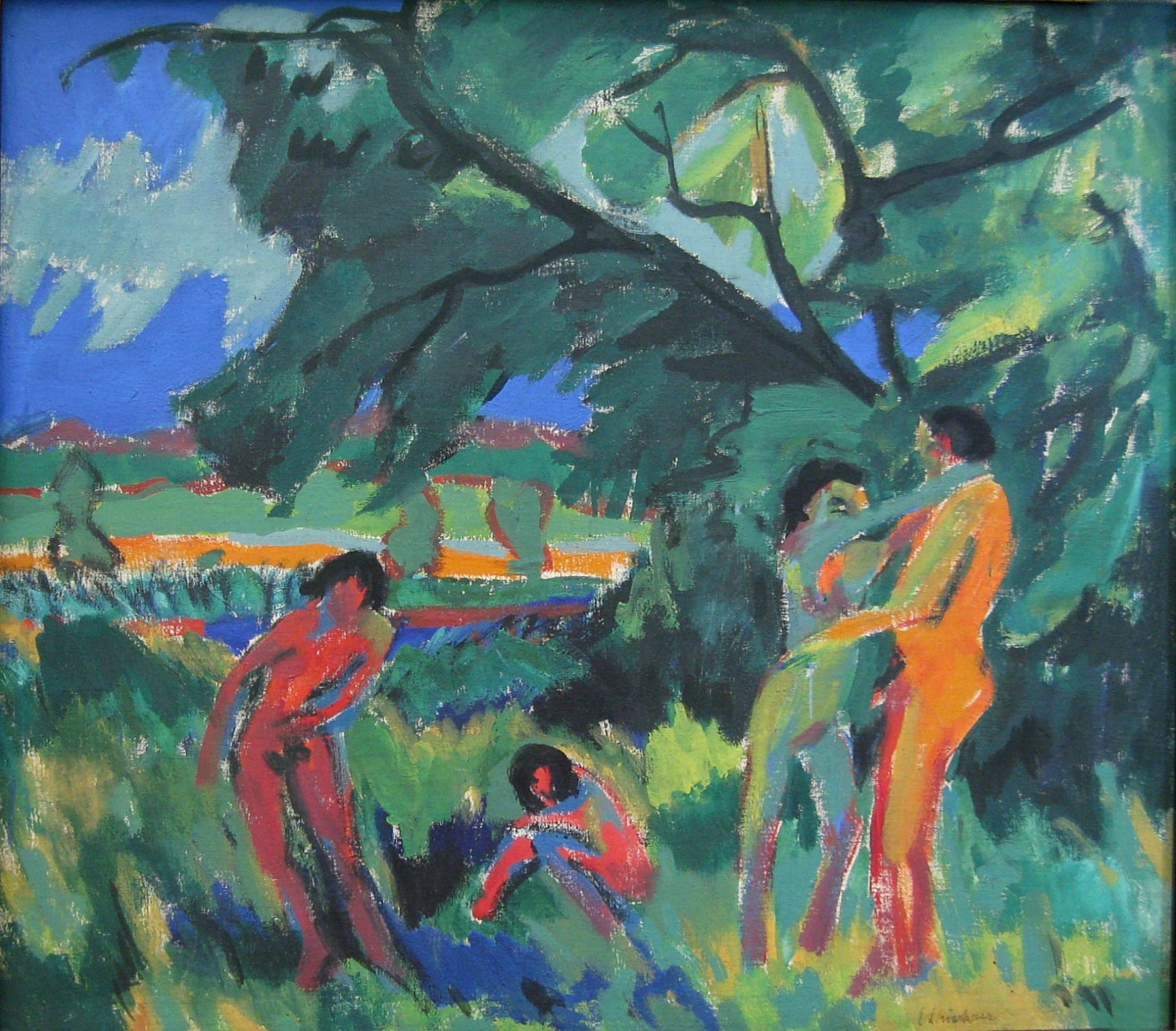
Spielende nackte Menschen, Ernst Ludwig Kirchner, Pinakothek der Moderne
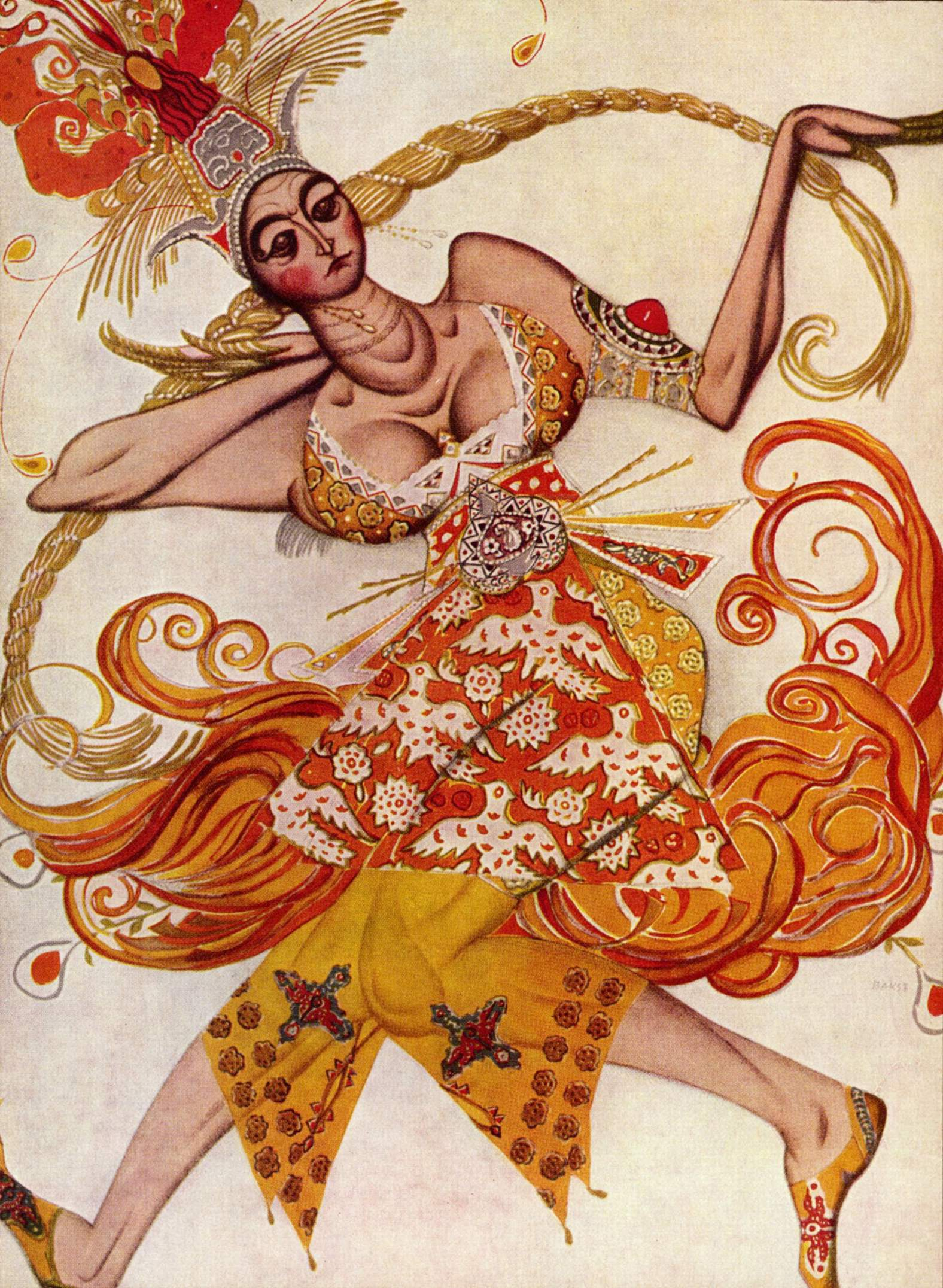
De vuurvogel (1910) Léon Bakst
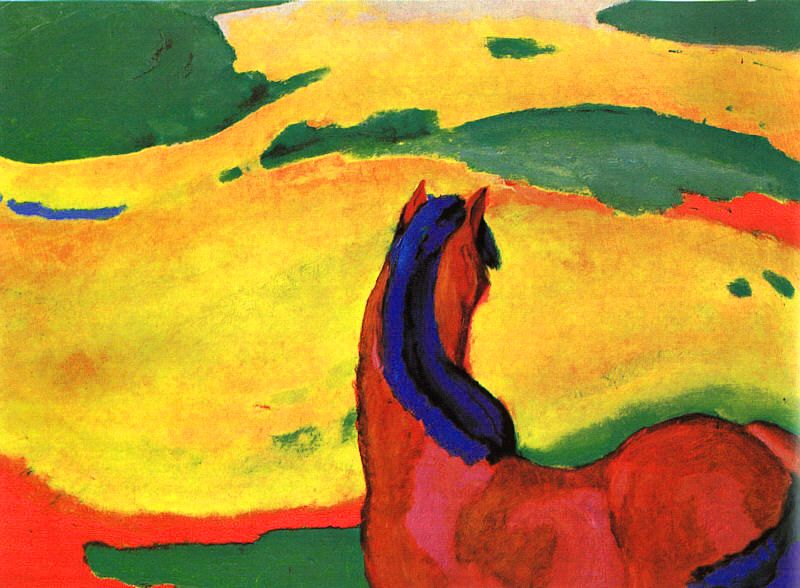
Pferd in der Landschaft (1910) Franz Marc, Museum Folkwang, Essen

## Bouwkunst

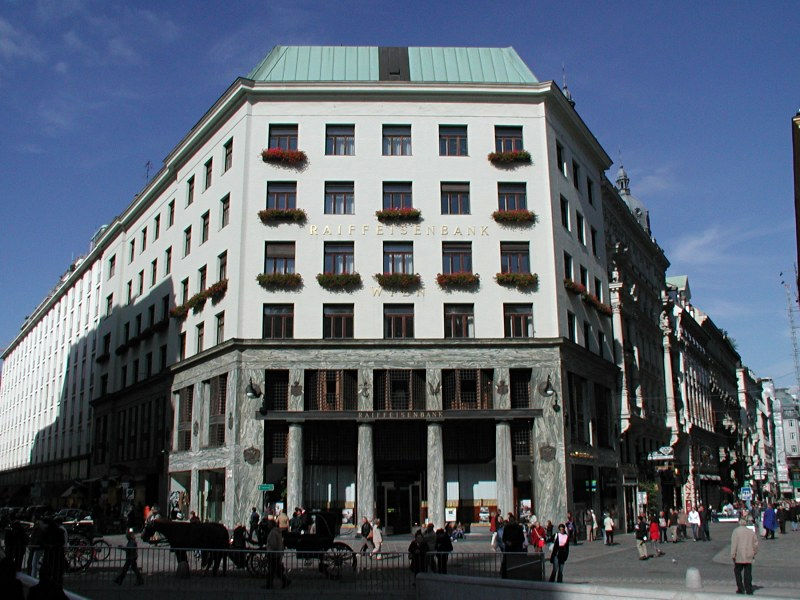
Looshaus Michaelerplatz, Wenen Adolf Loos
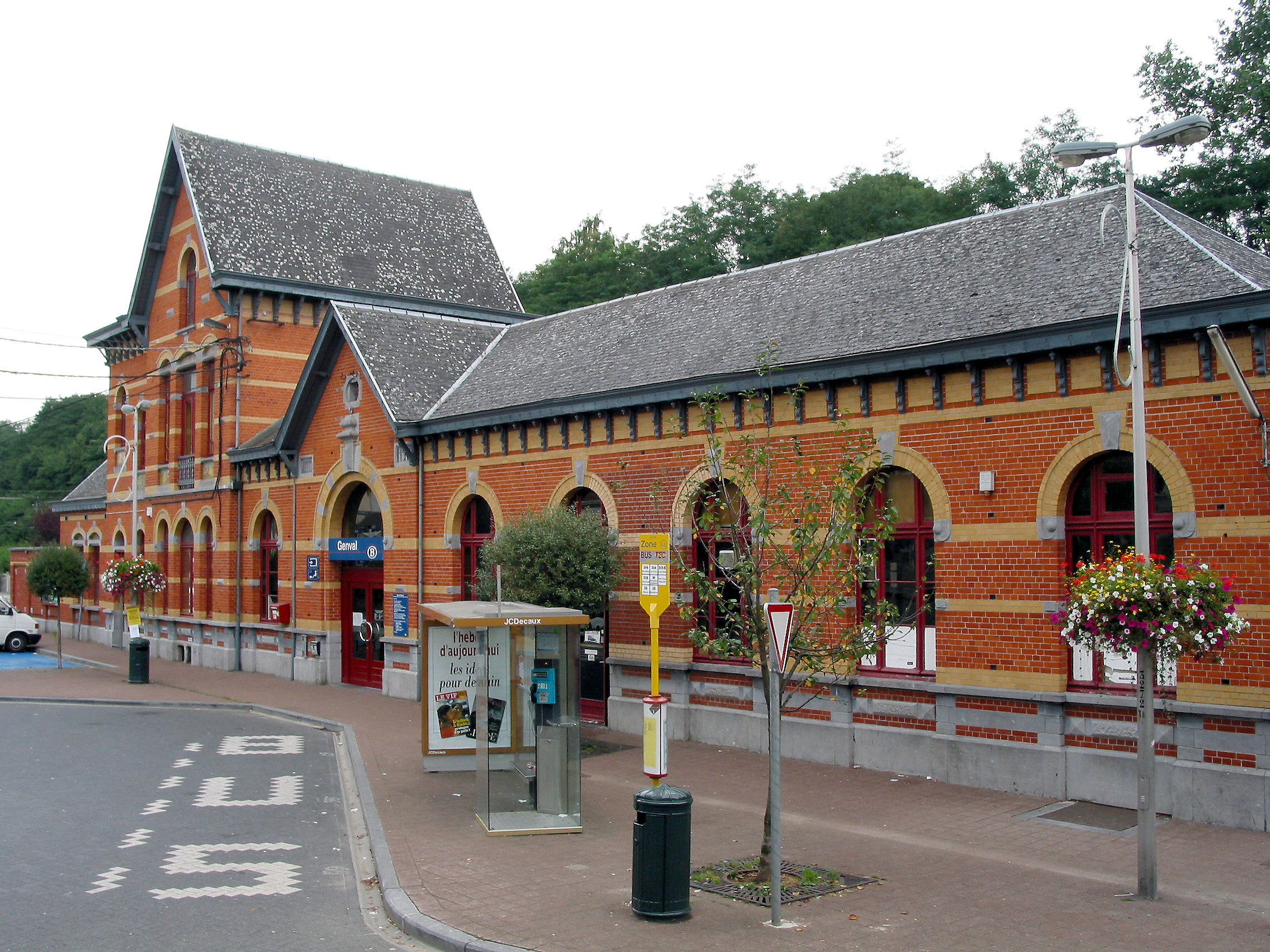
Station Genval (1910) G. De Lulle

## Geboren

### januari
- 1 - José Augusto Brandão, Braziliaans voetballer (overleden 1989)
- 3 - Reind Brouwer, Nederlands schrijver (overleden 1983)
- 12 - Géry Leuliet, Frans bisschop (overleden 2015)
- 12 - Luise Rainer, Oostenrijks actrice (overleden 2014)
- 12 - Patsy Kelly, Amerikaans actrice (overleden in 1981)
- 14 - Rein van Looy, Nederlands illustrator (overleden 1994)
- 15 - Stephen Gilbert, Brits kunstschilder en beeldhouwer (overleden 2007)
- 18 - Kenneth E. Boulding, Brits-Amerikaans econoom (overleden 1993)
- 20 - Joy Adamson, Brits-Oostenrijkse naturalist en auteur (overleden 1980)
- 23 - Django Reinhardt, Belgisch gitarist (overleden 1953)
- 25 - Stefan Themerson, Pools-Brits dichter, schrijver, filmmaker, componist en filosoof (overleden 1988)

### februari
- 1 - Ngabo Ngawang Jigme, Tibetaans politicus (overleden 2009)
- 2 - Henk Beernink, Nederlands politicus (overleden 1979)
- 3 - Moshe Czerniak, Pools-Palestijns-Israëlisch schaker, schrijver, journalist en schaakcoach (overleden 1984)
- 3 - Arie van Leeuwen, Nederlands atleet (overleden 2000)
- 4 - Uys Krige, Zuid-Afrikaans schrijver (overleden 1987)
- 5 - Ida Degrande, Belgisch atlete (overleden ??)
- 5 - Francisco Varallo, Argentijns voetballer (overleden 2010)
- 7 - Oscar Van Rumst, Belgisch atleet (overleden 1960)
- 9 - Jacques Monod, Frans biochemicus en Nobelprijswinnaar (overleden 1976)
- 12 - Georgette Rejewski, Vlaams actrice en logopediste (overleden 2014)
- 12 - Bernard Slicher van Bath, Nederlands landbouwhistoricus (overleden 2004)
- 13 - William Shockley, Brits-Amerikaans natuurkundige en Nobelprijswinnaar (overleden 1989)
- 15 - Irena Sendler, Pools verzetsstrijder (overleden 2008)
- 20 - Helmut Salden, Duits-Nederlands letter- en boekenontwerper (overleden 1996)
- 21 - Wilhelmina Minis-van de Geijn, Nederlands paleontoloog (overleden 2009)
- 26 - Daniël Noteboom, Nederlands schaker (overleden 1932)
- 27 - Joan Bennett, Amerikaans actrice (overleden 1990)
- 27 - Severinus Desiré Emanuels, Nederlands politicus en diplomaat (overleden 1981)

### maart
- 1 - Archer J.P. Martin, Brits scheikunde en Nobelprijswinnaar (overleden 2002)
- 1 - David Niven, Brits acteur (overleden 1983)
- 1 - Elly Strassburger, Nederlands circusdirecteur (overleden 1988)
- 2 - Ace Adams, Amerikaans honkballer (overleden 2006)
- 5 - Momofuku Ando, Taiwanees-Japans ondernemer, uitvinder van instantnoedels (overleden 2007)
- 5 - Iustin Moisescu, Roemeens hoogleraar en geestelijke (overleden 1986)
- 6 - Ejler Bille, Deens kunstschilder, beeldhouwer en dichter (overleden 2004)
- 8 - Claire Trevor, Amerikaans actrice (overleden 2000)
- 9 - Samuel Barber, Amerikaans componist (overleden 1981)
- 9 - Raymond Henri Pos, Surinaams jurist en diplomaat (overleden 1964)
- 10 - Rie Briejer, Nederlands atlete (overleden 1999)
- 11 - Jacinta Marto, Portugees zieneres in Fátima (overleden 1920)
- 12 - László Lékai, Hongaars aartsbisschop en kardinaal (overleden 1986)
- 12 - Roger L. Stevens, Amerikaans theaterproducent (overleden 1998)
- 14 - Gerd Katter, Duitse transman en activist (overleden 1995)
- 15 - Thomas Richards, Brits atleet (overleden 1985)
- 16 - Aladár Gerevich, Hongaars schermer (overleden 1991)
- 17 - Ralph Pratt, Amerikaans autocoureur (overleden 1981)
- 23 - Akira Kurosawa, Japans filmregisseur (overleden 1998)
- 24 - Richard Conte, Amerikaans acteur (overleden 1975)
- 25 - Magda Olivero, Italiaans sopraan overleden 2014)
- 26 - Jacques Nathan Garamond, Frans beeldend kunstenaar (overleden 2001)
- 27 - John R. Pierce, Amerikaans elektrotechnicus en SF-schrijver (overleden 2002)
- 28 - Estanislao Fernandez, Filipijns jurist en politicus (overleden 1982)
- 31 - Heitor Canalli, Braziliaans voetballer (overleden 1990)

### april
- 6 - Barys Kit, Wit-Russisch-Amerikaans raketwetenschapper (overleden 2018)
- 14 - Werner Wolf Glaser, Zweeds componist (overleden 2006)
- 14 - Stanisław Kowalski, Pools atleet en supereeuweling (overleden 2022)
- 15 - Miguel Najdorf, Pools schaker (overleden 1997)
- 16 - Marc de Groot, Belgisch kunstenaar (overleden 1979)
- 19 - Magdalon Monsen, Noors voetballer (overleden 1953)
- 20 - Brigitte Mira, Duits actrice en cabaretière (overleden 2005)
- 23 - Piet Aalberse, Nederlands KVP-politicus en Tweede Kamerlid (overleden 1989)
- 29 - Eva Besnyö, Hongaars-Nederlands fotografe (overleden 2003)
- 30 - Herbert Adamski, Duits roeier (overleden 1941)

### mei
- 1 - Dirk Flentrop, Nederlands orgelbouwer (overleden 2003)
- 3 - Adriaan van Hees, Nederlands acteur en NSB'er (overleden 1976)
- 9 - Antoon van Schendel, Nederlands wielrenner (overleden 1990)
- 12 - Dorothy Crowfoot Hodgkin, Brits scheikundige en Nobelprijswinnares (overleden 1994)
- 12 - Jo Daan, Nederlands dialectologe en taalkundige (overleden 2006)
- 12 - Johan Ferrier, Surinaams president (overleden 2010)
- 17 - Jan Willem van de Kamp, vanaf eind 2016 de oudste man van Nederland (overleden 2017)
- 20 - Algisto Lorenzato, Braziliaans voetballer bekend als Batatais (overleden 1960)
- 22 - Pieter Kuhn, Nederlands striptekenaar (Kapitein Rob) (overleden 1966)
- 23 - Artie Shaw, Amerikaans jazzmuzikant (overleden 2004)
- 29 - Ralph Metcalfe, Amerikaans atleet en politicus (overleden 1978)
- 30 - Ferdinand Daučík, Slowaaks voetballer en voetbalcoach (overleden 1986)
- 30 - Inge Meysel, Duits actrice (overleden 2004)

### juni
- 1 - Gyula Kállai, Hongaars politicus (overleden 1996)
- 2 - Peter Pears, Engels tenor (overleden 1986)
- 4 - Christopher Cockerell, Brits uitvinder van de hovercraft (overleden 1999)
- 6 - Ben Aerden, Nederlands acteur (overleden 1988)
- 7 - Arthur Gardner, Amerikaans film- en tv-producent (overleden 2014)
- 8 - Erich Mückenberger, Oost-Duits politicus (overleden 1998)
- 10 - Ted Richmond, Amerikaans filmproducent (overleden 2013)
- 10 - Howlin' Wolf, Amerikaans blueszanger en -gitarist (overleden 1976)
- 11 - Jacques-Yves Cousteau, Frans oceanograaf (overleden 1997)
- 11 - Adolf Langer, Tsjechisch componist, dirigent, muziekpedagoog en publicist (overleden 1986)
- 11 - Daan Modderman, Nederlands menner van vierspannen en televisiepersoonlijkheid (overleden 1991)
- 13 - Mary Wickes, Amerikaans actrice (overleden 1995)
- 15 - David Rose, Amerikaans componist, arrangeur, songwriter, pianist en orkestleider (overleden 1990)
- 17 - H. Owen Reed, Amerikaans componist, muziekpedagoog, musicoloog en dirigent (overleden 2014)
- 19 - Raymond Micha, Belgisch componist, dirigent en muziekleraar (overleden 2006)
- 22 - Konrad Zuse, Duits computerpionier (overleden 1995)
- 23 - Gordon Hinckley, Amerikaans geestelijke (overleden 2008)
- 25 - Gerrit Willem Kastein, Nederlands arts en verzetsheld (overleden 1943)
- 30 - Luc. van Hoek, Nederlands beeldend kunstenaar en dichter (overleden 1991)

### juli
- 4 - Gloria Stuart, Amerikaans actrice (overleden 2010)
- 7 - Doris McCarthy, Canadees kunstschilderes en autobiografe (overleden 2010)
- 7 - Heinz Winkler, Oost-Duits politicus (overleden 1958)
- 10 - Edgardo Toetti, Italiaans atleet (overleden 1968)
- 11 - Enrique Guaita, Italo-Argentijns voetballer (overleden 1959)
- 11 - Johanna Schouten-Elsenhout, Surinaams dichteres (overleden 1992)
- 13 - Lien Gisolf, Nederlands atlete (overleden 1993)
- 13 - Zoe Rae, Amerikaans actrice (overleden 2006)
- 14 - William Hanna, Amerikaans producent, regisseur en tekenaar van tekenfilms (onder andere The Flintstones) (overleden 2001)
- 17 - Barbara O'Neil, Amerikaans actrice (overleden 1980)
- 18 - Mamadou Dia, Senegalees premier (overleden 2009)
- 21 - Viggo Kampmann, Deens politicus (overleden 1976)
- 23 - Galinka Ehrenfest, Nederlands illustrator en schrijver (overleden 1979)
- 27 - Lupita Tovar, Mexicaans actrice (overleden 2016)
- 28 - Eelke Bakker, bij zijn overlijden de oudste man van Nederland (overleden 2020)

### augustus
- 1 - Erik Lönnroth, Zweeds geschiedkundige (overleden 2002)
- 2 - Truus van Aalten, Nederlands filmactrice en onderneemster (overleden 1999)
- 4 - Anita Page, Amerikaans actrice (overleden 2008)
- 5 - Herminio Masantonio, Argentijns voetballer (overleden 1956)
- 9 - Robert van Gulik, Nederlands sinoloog, diplomaat en auteur (overleden 1967)
- 11 - Charles Kieffer, Amerikaans roeier (overleden 1975)
- 11 - Wilhelm Menne, Duits roeier (overleden 1945)
- 12 - Jane Wyatt, Amerikaans actrice (overleden 2006)
- 13 - Gerhard Gustmann, Duits roeier (overleden 1992)
- 14 - Yvette Lebon, Frans actrice (overleden 2014)
- 14 - Pierre Schaeffer, Frans componist en grondlegger van de Musique Concrète (overleden 1995)
- 16 - Mae Clarke, Amerikaans actrice (overleden 1992)
- 16 - Jaap Valkhoff, Nederlands musicus, componist en tekstschrijver (overleden 1992)
- 17 - Ossi Aalto, Fins jazzdrummer en bandleider (overleden 2009)
- 17 - Johan Manusama, 'president in ballingschap' van de Republik Maluku Selatan (RMS) (overleden 1995)
- 18 - Gerrit Keizer, Nederlands voetballer (overleden 1980)
- 19 - Quentin Bell, Engels kunsthistoricus en schrijver (overleden 1996)
- 20 - Eero Saarinen, Fins-Amerikaans architect (overleden 1961)
- 21 - Gehnäll Persson, Zweeds ruiter (overleden 1976)
- 23 - Giuseppe Meazza, Italiaans voetballer (overleden 1979)
- 26 - Hans Houtzager sr., Nederlands atleet (overleden 1993)
- 27 - Moeder Teresa (overleden 1997)
- 29 - Renaat Braem, Vlaams-Belgisch architect (overleden 2001)

### september
- 3 - Kitty Carlisle Hart, Amerikaans actrice (overleden 2007)
- 3 - Maurice Papon, Frans politiefunctionaris, politicus en oorlogsmisdadiger (overleden 2007)
- 8 - Lewis Clive, Brits roeier (overleden 1938)
- 12 - Billy Devore, Amerikaans autocoureur (overleden 1985)
- 18 - Vittorio Foa, Italiaans antifascist (overleden 2008)
- 20 - Dorothy Vaughan, Amerikaans wiskundige (overleden 2008)
- 22 - György Faludy, Joods-Hongaars dichter, schrijver en vertaler (overleden 2006)
- 22 - Anna Hermina Rutgers van der Loeff, Nederlands beeldhouwster (overleden 2007)
- 28 - Diosdado Macapagal, Filipijns president (overleden 1997)

### oktober
- 1 - Bonnie Parker, vormde samen met Clyde Barrow het beruchte Amerikaans duo Bonnie en Clyde (overleden 1934)
- 1 - Attilio Pavesi, Italiaans wielrenner (overleden 2011)
- 6 - Cornelia Boonstra-van der Bijl, vanaf september 2020 de oudste inwoner van Nederland (overleden 2021)
- 8 - Albert Milhado, Nederlands (sport)journalist (overleden 2001)
- 8 - Spider Webb, Amerikaans autocoureur (overleden 1990)
- 10 - Cesar Bogaert, Nederlands wielrenner (overleden 1988)
- 10 - Bertus Botterman,  Nederlands acteur (overleden 2001)
- 13 - Magnar Isaksen, Noors voetballer (overleden 1979)
- 14 - Marinus Hendrik Gelinck, Nederlands jurist (overleden 1989)
- 15 - Adrien de Groote, Belgisch lid van het verzet (overleden 1944)
- 17 - Gerard Desmet, Belgisch wielrenner (overleden 1976)
- 20 - Irena Górska-Damięcka, Pools actrice en theaterdirectrice (overleden 2008)
- 25 - Johnny Mauro, Amerikaans autocoureur (overleden 2003)
- 27 - Mark Light, Amerikaans autocoureur (overleden 1975)
- 29 - Alfred Ayer, Brits filosoof (overleden 1989)
- 29 - Aurélie Nemours, Frans kunstschilderes (overleden 2005)

### november
- 6 - Erik Ode, Duits acteur (overleden 1983)
- 10 - Raoul Diagne, Frans voetballer en voetbalcoach (overleden 2002)
- 10 - Albert Vermaere, Belgisch politicus en burgemeester (overleden 1993)
- 13, Stanislaus Kobierski, Duits voetballer (overleden 1972)
- 14 - Silvio Oddi, Italiaans kardinaal (overleden 2001)
- 15 - Kees Lekkerkerker, Nederlands letterkundige en tekstbezorger (overleden 2006)
- 19 - Georg Köhl, Duits voetballer (overleden 1944)
- 20 - Willem Jacob van Stockum, Nederlands theoretisch natuurkundige (overleden 1944)
- 22 - Cor Galis, Nederlands radiomaker (overleden 1997)
- 23 - Evert Vermeer, Nederlands politicus (overleden 1960)
- 29 - Hans Singer, Nederlands econoom (overleden 2006)
- 30 - Henk Feldmeijer, Nederlands fascistisch politicus en lid van de Waffen-SS (overleden 1945)

### december
- 2 - Taisto Mäki, Fins atleet (overleden 1979)
- 4 - Ramaswamy Venkataraman, Indiaas president (overleden 2009)
- 5 - Michail Semitsjastni, Sovjet voetballer (overleden 1978)
- 7 - Duncan McNaughton, Canadees atleet (overleden 1998)
- 7 - Ambrosio Padilla, Filipijns jurist, basketballer en senator (overleden 1996)
- 7 - Louis Prima, Amerikaans entertainer, zanger, acteur en trompettist (overleden 1978)
- 9 - Dick Elffers, Nederlands beeldend kunstenaar ( overleden 1990)
- 9 - Henry Lee Giclas, Amerikaans sterrenkundige (overleden 2007)
- 10 - Sidney Fox, Amerikaans actrice (onder andere The Bad Sister) (overleden 1942)
- 12 - Aldert van der Ziel, Nederlands natuurkundige (overleden 1991)
- 13 - Marjorie Grene, Amerikaans filosofe (overleden 2009)
- 16 - Piet Broos, Nederlands schrijver en illustrator van kinderboeken en striptekenaar (overleden 1964)
- 16 - Egill Jacobsen, Deens kunstenaar (overleden 1998)
- 19 - Francisque Collomb, Frans burgemeester (overleden 2009)
- 24 - Ellen Braumüller, Duits atlete (overleden 1991)
- 29 - Ronald Coase, Brits econoom (overleden 2013)
- 29 - Hans Snoek, Nederlands danseres en danspedagoge; oprichtster van het Scapino Ballet (overleden 2001)
- 30 - Paul Bowles, Amerikaans schrijver, dichter en componist (overleden 1999)
- 30 - Herman van der Horst, Nederlands filmregisseur, producent en scenarioschrijver (overleden 1976)

### datum onbekend
- Hans Keuls, Nederlands toneelschrijver (overleden 1985)

## Overleden
januari
- 5 - Léon Walras (75), Frans econoom

februari
- 9 - Miguel Febres Cordero (55), Ecuadoraans broeder en heilige
- 14 - Giovanni Passannante (60), Italiaans anarchist
- 17 - Hippolyte Fontaine (76), Frans industrieel

maart
- 10 - Karl Lueger (65), Oostenrijks politicus
- 21 - Nadar (89), Frans schrijver, tekenaar, fotograaf, journalist en ballonvaarder
- 24 - Galen Clark (95), Amerikaans natuurbeschermer

april
- 1 - Andreas Achenbach (94), Duits landschapsschilder
- 14 - Constant Hansen (76), Vlaams schrijver
- 21 - Mark Twain (74), Amerikaans schrijver
- 26 - Bjørnstjerne Bjørnson (77), Noors schrijver, journalist en politicus

mei
- 6 - Koning Edward VII van het Verenigd Koninkrijk (68)
- 16 - Henri-Edmond Cross (53), Frans kunstschilder
- 18 - Pauline Viardot-García (88), Spaans-Frans zangeres en componiste
- 27 - Robert Koch (66), Duits bacterioloog
- 29 - Mili Balakirev (73), Russisch componist

juni
- 5 - O. Henry (47), Amerikaans schrijver

juli
- 10 - Johann Gottfried Galle (98), Duits astronoom
- 14 - Marius Petipa (92), Frans balletdanser en choreograaf
- 29 - Valtesse de La Bigne (61/62), Frans courtisane en demi-mondaine

augustus
- 13 - Florence Nightingale (90), Brits verpleegkundige, pionier en grondlegger van de moderne verpleging
- 26 - William James (68), Amerikaans filosoof en psycholoog
- 29 - Johan Eilerts de Haan (44), Nederlands ontdekkingsreiziger
- 30 - George Throssell (70), 2e premier van West-Australië

september
- 7 - William Holman Hunt (83), Engels kunstschilder
- 29 - Winslow Homer (74), Amerikaans kunstschilder

oktober
- 1 - Joseph Wijnkoop (68), Nederlands (opper)rabbijn en hebraïcus
- 8 - Henri Jan Landrieu (64), Belgisch politicus
- 10 - Willem Maris (66), Nederlands kunstschilder
- 17 - Carlo Michelstaedter (23), Italiaans schrijver, dichter, kunstenaar en filosoof
- 27 - Jacobus van Niftrik (77), Nederlands ingenieur
- 30 - Henri Dunant (82), Zwitsers bankier en oprichter van het Rode Kruis

november
- 12 - Alex Gutteling (26), Nederlands dichter en criticus
- 20 - Lev Tolstoj (82), Russisch auteur (onder andere Anna Karenina en Oorlog en vrede)
- 21 - Albert Nasse (32), Amerikaans roeier
- 23 - Hawley Harvey Crippen (48), bijgenaamd Dr. Crippen (vermoordde zijn vrouw en werd het middelpunt van een beruchte Engelse moordzaak)

december
- 1 - Jan Leliman (82), Nederlands architect
- 29 - Reginald Doherty, (38) Brits tennisser

datum onbekend
- Floris Stempel (33), eerste voorzitter van AFC Ajax